# オルセリン酸デプシド
オルセリン酸デプシド（orsellinate depside）とは、オルセリン酸2分子が脱水縮合してカルボン酸エステルを形成した有機化合物である。

## 概要

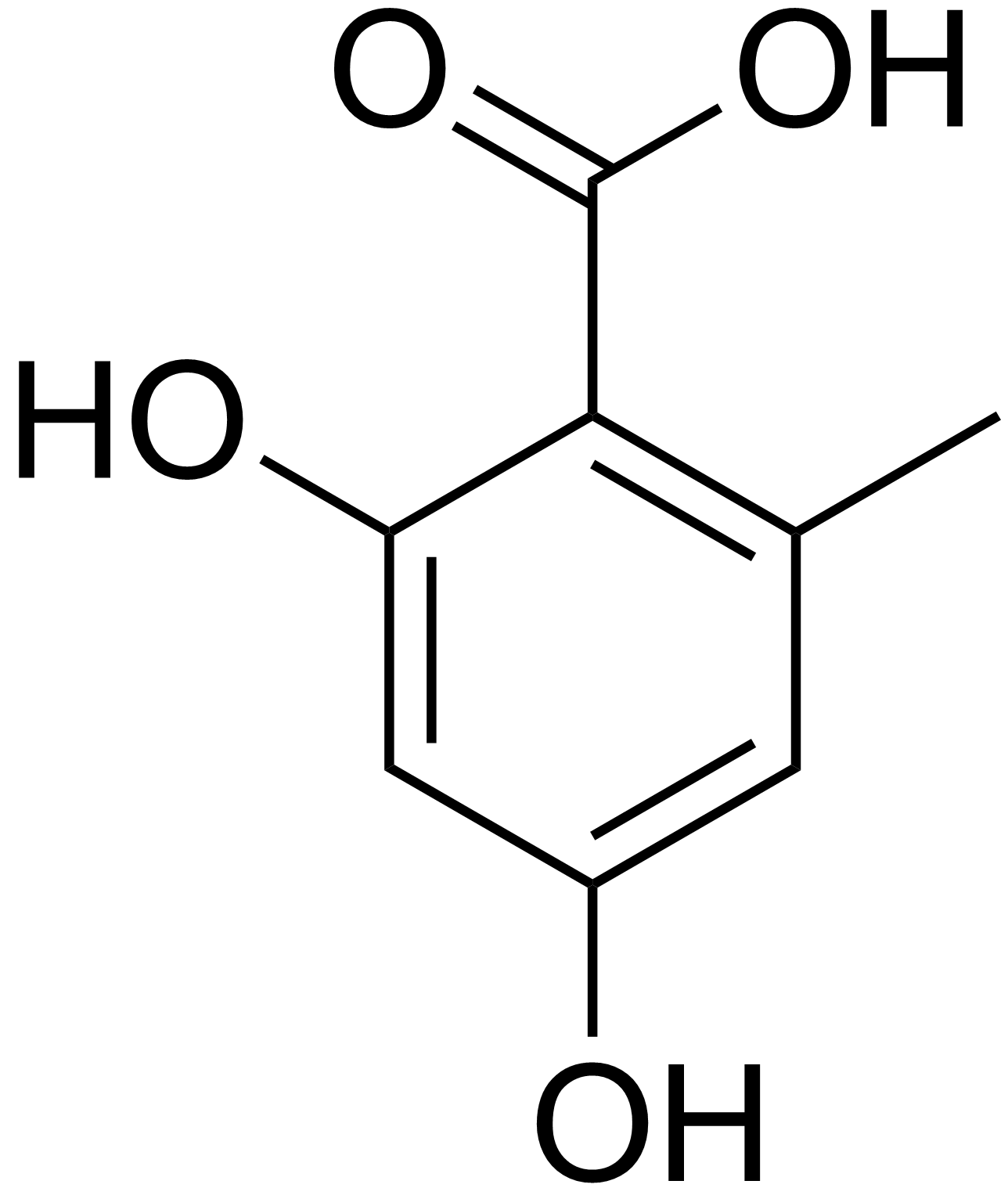
オルセリン酸の極限構造式。

オルセリン酸は分子内にカルボキシ基と水酸基を持っており、分子同士でカルボン酸エステルを形成することもできる。オルセリン酸デプシドは、オルセリン酸2分子が脱水縮合した分子であり、分子式はC16H14O7、分子量は318.27816である。なお、オルセリン酸デプシドにオルセリン酸デプシドヒドロラーゼが作用すると、分子内のエステル結合が加水分解されて、2分子のオルセリン酸になる。